# Tropiocolotes wolfgangboehmei
Tropiocolotes wolfgangboehmei — вид геконоподібних ящірок родини геконових (Gekkonidae). Ендемік Саудівської Аравії. Вид названий на честь німецького герпетолога Вольфганга Бьом.

## Поширення й екологія
Tropiocolotes wolfgangboehmei відомі за двома зразками, зібраними в типовій місцевості, що лежить у районі Аль-Тумами в центральній частині Саудівської Аравії, приблизно за 90 км на північний схід від Ер-Ріяда. Вони живуть у пустелі.